# Tasmaniai havasi eukaliptusz
A tasmaniai havasi eukaliptusz (Eucalyptus gunnii) a mirtuszvirágúak (Myrtales) rendjébe és a mirtuszfélék (Myrtaceae) családjába tartozó faj.

## Előfordulása
A tasmaniai havasi eukaliptusz Tasmania endemikus fája. A növény főleg a sziget középső hegyoldalain és fennsíkjain fordul elő, de Hobarttól délre is található egy elszigetelt állománya. Körülbelül 1100 méteres tengerszint feletti magasságig található meg. A Brit-szigeteken és Nyugat-Európában dísznövényként ültetik.

## Alfajai
- Eucalyptus gunnii subsp. archeri
- Eucalyptus gunnii subsp. divaricata (McAulay & Brett) B.M.Potts
- Eucalyptus gunnii subsp. gunnii

## Megjelenése
Ez a növény kis és közepes termetű örökzöld fa; magassága elérheti a 37 métert. Az idős példányok törzse rövid és terebélyes, szerteágazó ágakkal. Kérge szürke színű és kissé érdes tapintású, de hámlás után sima felületűvé és sárgás színűvé válik. Az új sárgás kéreg, fehéres, zöldes, vagy rózsaszínesszürke foltokkal tarkított. Levelei levélszáron ülnek. A levelek alakja az ellipszistől az oválisig változóak. 8 centiméter hosszúak és 3 centiméter szélesek. A vastag levelek szürkészöldek. Fehér virágai a nyár közepén jelennek meg.

## Életmódja
A tasmaniai havasi eukaliptusz hidegtűrő fa. Az -14 Celsius-fok, és rövid ideig a -20 Celsius-fok sem árt neki. Igen gyorsan növekszik; évente 1,5, ritkán 2 métert is nő. A növény, a cukorjuharhoz (Acer saccharum) hasonlóan, édes nedvet bocsát ki magából. Emiatt egyesek termesztik is. Levelei a háziállatok táplálékául szolgálhat. Ha rendszeresen nyírják, akkor bokorszerű marad.
Elnyerte a The Royal Horticultural Society a Royal Horticultural Society Award of Garden Merit, azaz nagyjából Kerti Termesztésre Érdemes Növény Díját.

## Képek

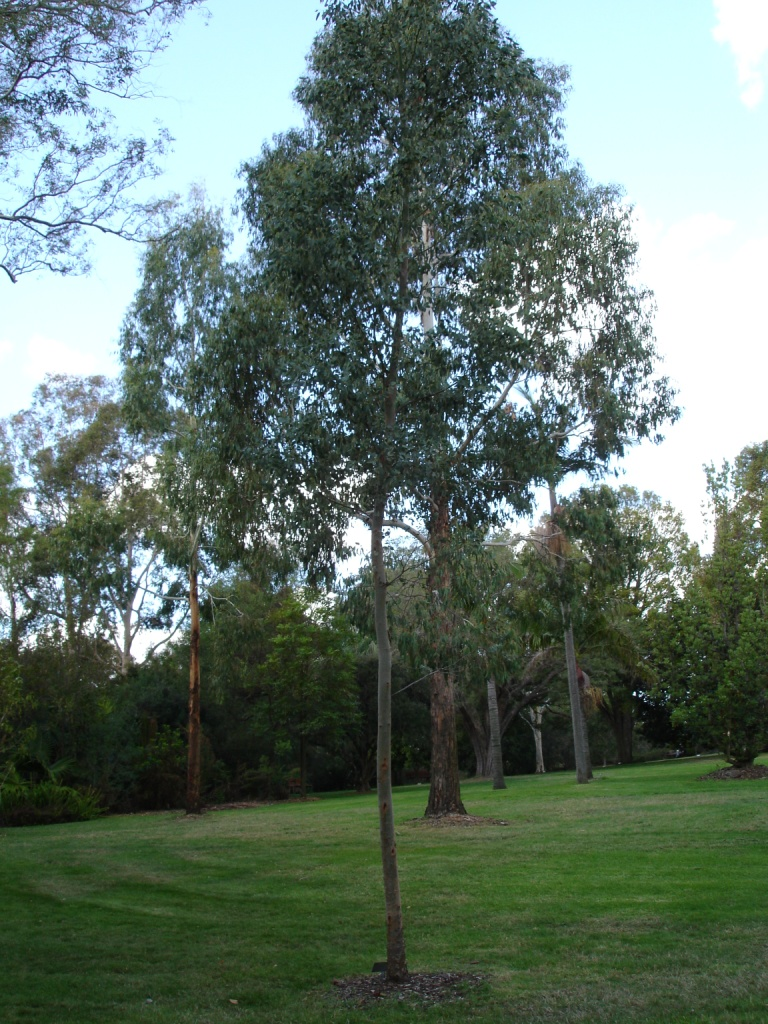
Fiatal példány
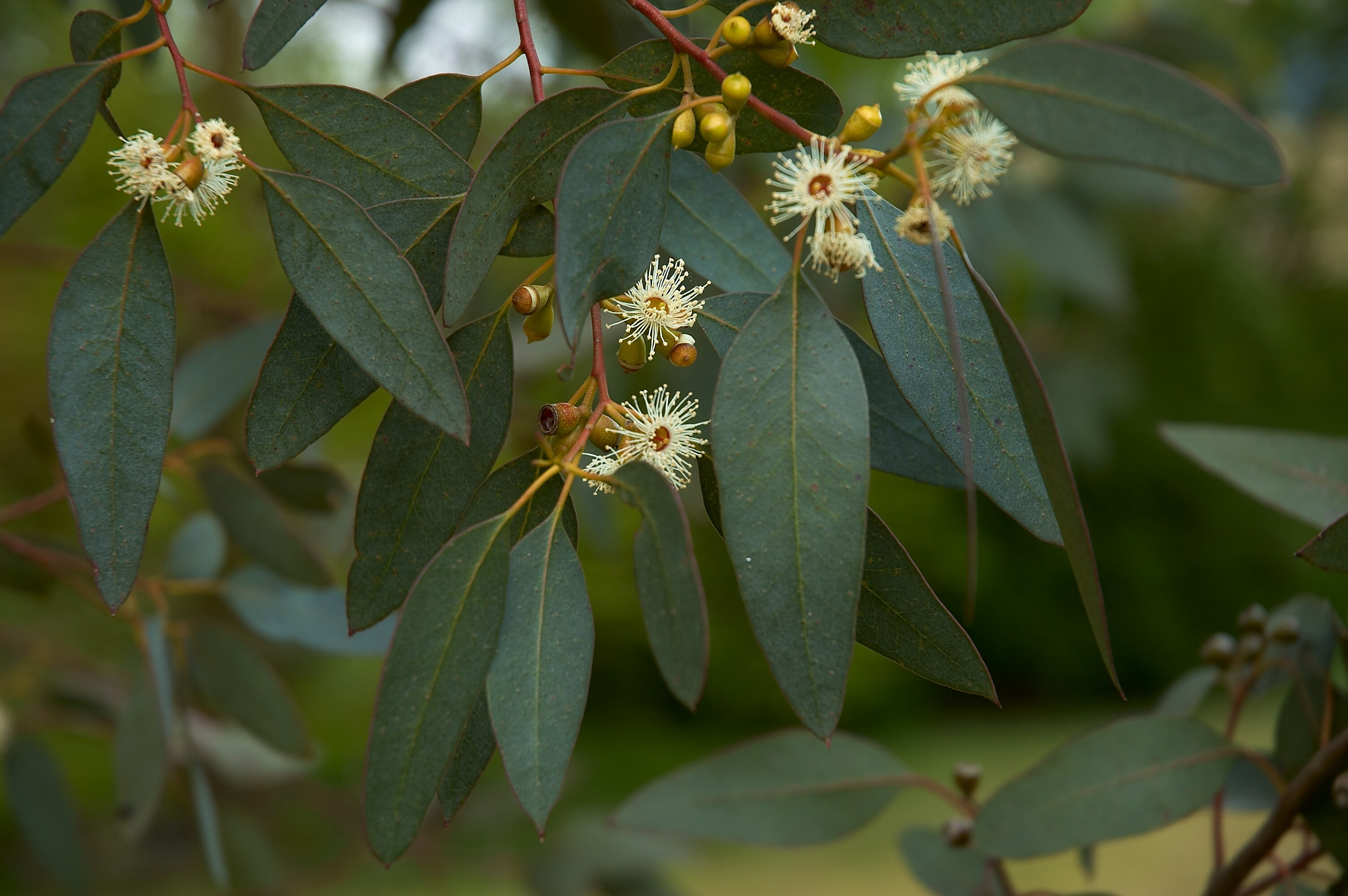
Virágai
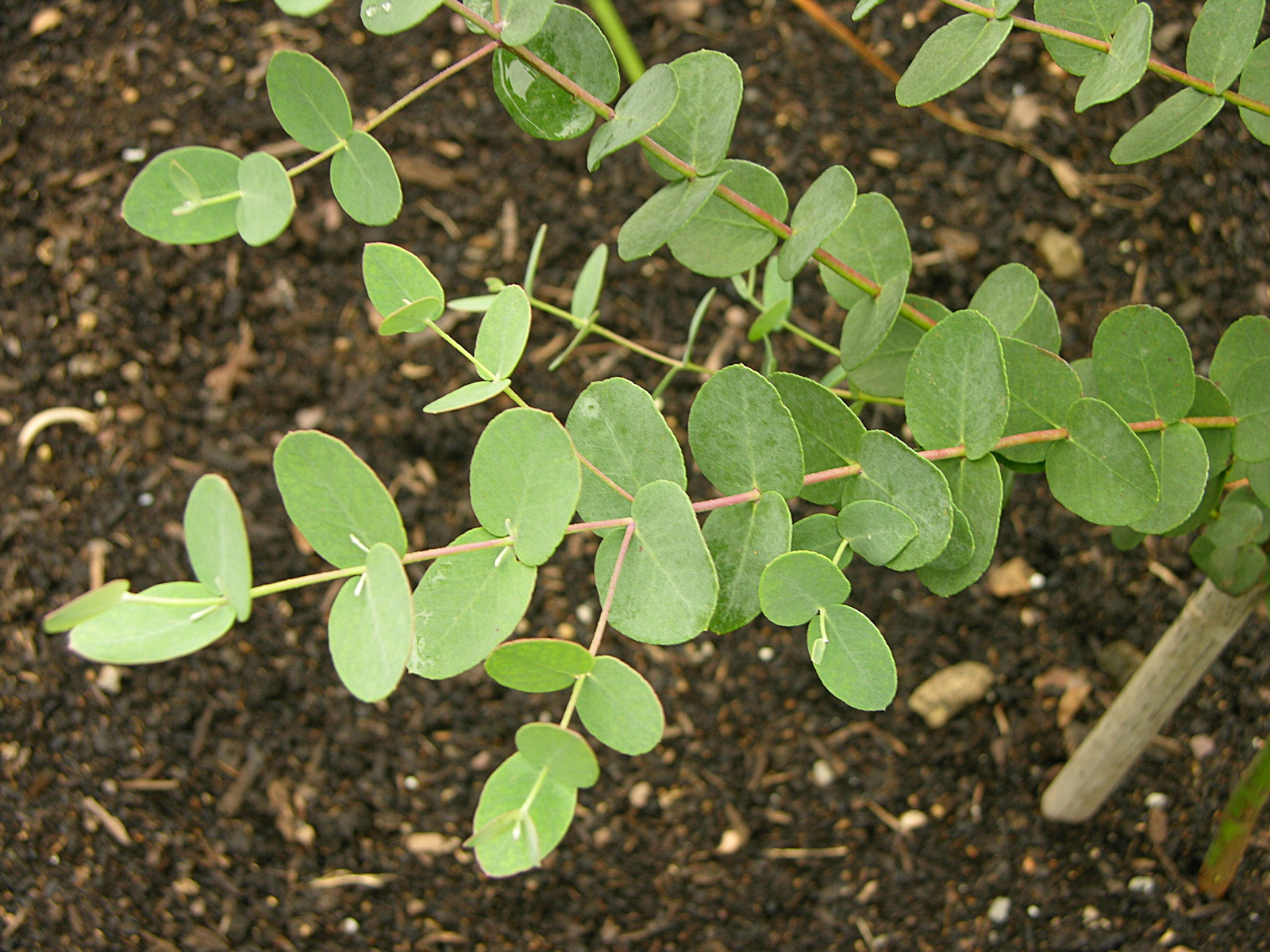
Levelei

### Fordítás
- Ez a szócikk részben vagy egészben  az   Eucalyptus gunnii című angol Wikipédia-szócikk ezen változatának fordításán alapul.  Az eredeti cikk szerkesztőit annak laptörténete sorolja fel. Ez a jelzés csupán a megfogalmazás eredetét és a szerzői jogokat jelzi, nem szolgál a cikkben szereplő információk forrásmegjelöléseként.